# خالد التيلجي
خالد خلف حسين التيلجى مواليد دولة الكويت (1931 - 2 سبتمبر 2013) ، نائب سابق في مجلس الأمة الكويتي ، شارك في انتخابات مجلس الأمة الكويتي عام 1975 عن الدائرة الاولي - الشرق - وحصل علي ( 504 ) وحصل علي المركز الخامس ونجح بالانتخابات.

## محطات من حياته
- أول رئيس تحرير كويتياً متفرغاً دخل هذا المجال.
- أحد أعمدة الحركة السياسية منذ مطلع الخمسينيات وحتى الثمانينيات.
- عضو رابطة الادباء الكويتية.
- مديراً لدار الرعاية في وزارة الشؤون الاجتماعية والعمل.